# همقاوند
همقاون، روستایی از توابع شهرستان کرمان در استان کرمان ایران است.

## جمعیت
این روستا در دهستان معزیه قرار داشته و بر اساس آخرین سرشماری مرکز آمار ایران که در سال ۱۳۸۵ صورت گرفته، جمعیت آن ۱۸۴نفر (۴۶خانوار) بوده‌است.